# Russische und sowjetische Kriegsgräberstätten im Kreis Segeberg
Im Kreis Segeberg gibt es in 7 Orten russische und sowjetische Kriegsgräberstätten aus beiden Weltkriegen. Diese Gräber liegen sehr oft am äußersten Rand eines Friedhofs und sind schwer zu finden. Das Gräbergesetz in Deutschland garantiert die Unverletzlichkeit dieser Gräber. Deshalb sind sie manchmal auch als Einzelgrabanlage auf ansonsten abgeräumten Gräberfeldern zu finden. Die Kosten für die Grabpflege übernimmt die Bundesrepublik.

## Liste
| Bild | Ort           | Lage Anm. 1                   | Adresse                                                                | Weblink Anm. 2 |
| ---- | ------------- | ----------------------------- | ---------------------------------------------------------------------- | --- |
|      | Bad Bramstedt | (Lage)                        | Glückstädter Straße Gemeindefriedhof (Grabanlage)                      | Grabstätte für 23 sowjetische und je zwei niederländische und rumänische Opfer des Zweiten Weltkriegs unter einem großen Holzkreuz. |
|      | Boostedt      | (Lage)                        | Dannbarg Gemeindefriedhof (Grabanlage)                                 | Grabstätte für 84 sowjetische Opfer des Zweiten Weltkriegs. 65 aus der Sowjetunion, Estland und Lettland stammende Kriegsgefangene und Zwangsarbeiter wurden 1948 aus Neumünster hierher umgebettet und in drei Sammelgräbern bestattet. |
|      | Glasau        | Koordinaten fehlen! Hilf mit. | Schulstraße Gemeindefriedhof (Grabanlage)                              | Grabstätte für zwei sowjetische Opfer des Zweiten Weltkriegs |
|      | Kaltenkirchen | Koordinaten fehlen! Hilf mit. | Kieler Straße Evangelischer Friedhof (Kriegsgräberstätte 1. Weltkrieg) | Grabstätte für 81 Kriegstote, unter denen sich 18 russische Kriegsgefangene des Ersten Weltkriegs befinden. |
|      | Kaltenkirchen | Koordinaten fehlen! Hilf mit. | Kieler Straße Evangelischer Friedhof (Grabanlage)                      | Grabstätte für 81 Opfer des Zweiten Weltkriegs, unter denen sich 21 sowjetische Kriegsgefangene befinden. |
|      | Kaltenkirchen | Koordinaten fehlen! Hilf mit. | Bundesstraße 4/Kieler Straße (Grabanlage)                              | Grabstätte für Kriegsgefangene und KZ-Opfer, darunter etwa 300 bis 400 sowjetische Kriegsgefangene des Stammlagers X/A. |
|      | Rickling      | Koordinaten fehlen! Hilf mit. | Dorfstraße Gemeindefriedhof (Grabanlage)                               | Grabstätte für zwei sowjetische Opfer des Zweiten Weltkriegs. |
|      | Bad Segeberg  | Koordinaten fehlen! Hilf mit. | Kirchplatz Evangelischer Friedhof (Grabanlage)                         | Grabstätte für mindestens 37 sowjetische Kriegsgefangene. |
|      | Sülfeld       | Koordinaten fehlen! Hilf mit. | Neuer Weg Gemeindefriedhof (Grabanlage)                                | Grabstätte für vier sowjetische Opfer des Zweiten Weltkriegs. |
|      | Moorkaten     | Koordinaten fehlen! Hilf mit. | Gemeindefriedhof (Grabanlage)                                          | Grab eines sowjetischen Opfers des Zweiten Weltkriegs. |